# (2008) Konstitutsiya
(2008) Konstitutsiya ist ein Asteroid des Hauptgürtels, der am 27. September 1973 von der sowjetischen Astronomin Ljudmila Tschernych am Krim-Observatorium (IAU-Code 095) in Nautschnyj entdeckt wurde.
Der Asteroid erhielt seinen Namen anlässlich der Annahme der neuen Verfassung der UdSSR am 7. Oktober 1977.